# Уэчулафкен
Уэчулафкен — озеро в провинции Неукен, в Патагонии, в Аргентине. Это ледниковое озеро находится в Андах на территории Национального парка Ланин в 25 километрах от города Хунин-де-лос-Андес и в 60 километрах от города Сан-Мартин-де-лос-Андес. Это одно из наиболее важных озёр Анд в Аргентине, и подпитывается из озёр Паймун и Эпулафкен, а также талыми водами.
Озеро имеет размеры около 30 км в длину и 5 км в ширину, площадь 104 км². Отсюда и название озера: на арауканском языке huechu означает «большое, длинное», laufquen — озеро.

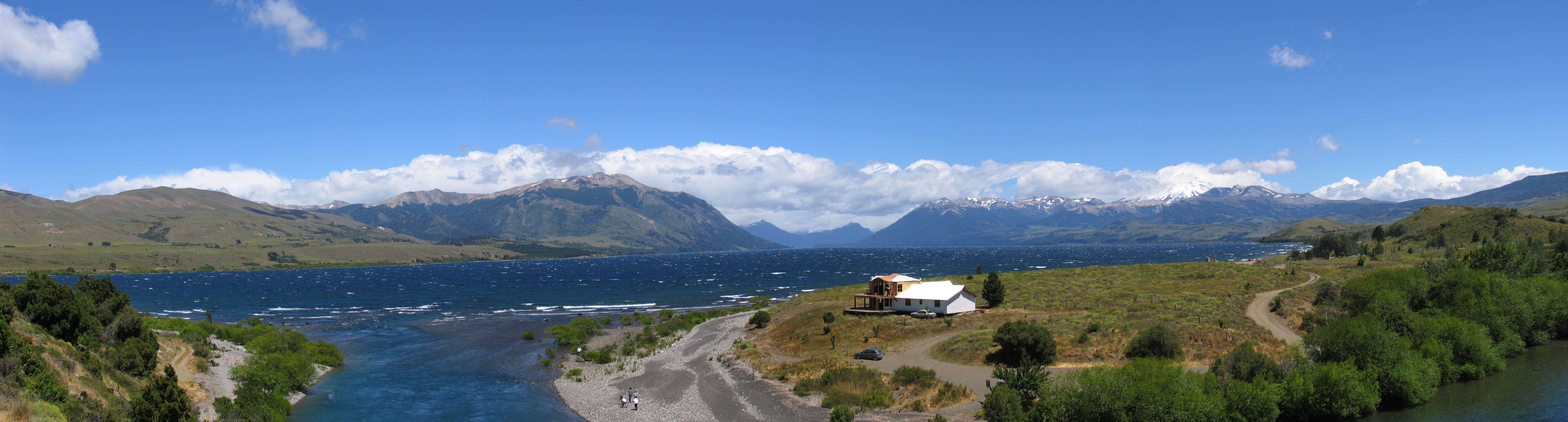
Река, впадающая в озеро Уэчулафкен.